# Limiti alla revisione costituzionale
La Costituzione della Repubblica Italiana è un testo costituzionale di tipo rigido, gerarchicamente sovraordinato alla legge ordinaria e modificabile solo da leggi di rango costituzionale. A fianco a questo limite, circa lo strumento utilizzabile, sono stati previsti anche specifici limiti alla revisione costituzionale che definiscono quelle norme e quei principi costituzionali che restano assolutamente immodificabili anche da leggi costituzionali.

## L'articolo 138
(Art. 138 della Costituzione della Repubblica Italiana)
L'art 138 della Costituzione contempla il procedimento di revisione costituzionale e di formazione di leggi costituzionali, differenziandolo  dal procedimento di formazione della legge ordinaria previsto dagli art. 70 ss. Cost.
Secondo parte della dottrina, l'art. 138 (norma sulla produzione relativa alle leggi costituzionali e alle leggi di revisione costituzionale) sarebbe a sua volta suscettibile di revisione, a condizione, tuttavia, che non venga eliminato il carattere rigido della Costituzione. A questa stregua, sarebbe possibile modificare il procedimento di revisione costituzionale, purché rimanga sempre un procedimento aggravato, prevedendo una procedura rinforzata rispetto a quella necessaria per l'approvazione della legge ordinaria. Si tratta, peraltro, di un punto controverso.
L'articolo 138 prevede che il Parlamento si esprima su una legge costituzionale con quattro votazioni (due per il Senato e due per la Camera in maniera incrociata). Per la prima votazione non è richiesta alcuna maggioranza qualificata e, perciò, la legge costituzionale o di revisione costituzionale può essere approvata anche a maggioranza semplice. Nella seconda votazione è richiesta la maggioranza assoluta per dar corso a un procedimento referendario di tipo confermativo, oppure la maggioranza dei 2/3 dei componenti che confermerebbe senza bisogno di referendum la reale necessità di approvazione della legge o della revisione.
Tra prima e seconda votazione è comunque richiesto l'intercorrere di un tempo di almeno 3 mesi per permettere ai parlamentari di prendere piena coscienza di ciò che è stato votato permettendo una seconda votazione più consapevole.

## L'articolo 139
Il primo limite alla revisione costituzionale si rinviene nell'art. 139, che sottrae alla revisione costituzionale la "forma repubblicana". In dottrina si è sostenuto che tale limite deriverebbe dal risultato del referendum istituzionale del 1946 che ha decretato il passaggio dalla monarchia alla Repubblica. L'Assemblea costituente, essendo vincolata al rispetto di tale decisione popolare, ha sentito il bisogno di esplicitare il limite anche nei confronti del legislatore costituzionale futuro. In questo caso non è possibile organizzare un referendum costituzionale sul ritorno alla monarchia.
Parte della dottrina si è domandata se, pur in presenza dell'art. 139, non fosse possibile individuare un procedimento idoneo a modificare la forma repubblicana. In senso contrario, si è sottolineato – ad esempio da Mortati – che, avendo il procedimento di revisione costituzionale la funzione di mantenere viva nel tempo la Costituzione, adeguandola  alle esigenze che vengano in emersione successivamente, essa non potrebbe sovvertire il sistema di principi e valori contrassegnanti l'assetto originario.

## Gli altri limiti alla revisione costituzionale
Accanto al limite imposto dall'art. 139, si rinvengono comunemente altri limiti alla revisione della Costituzione: alcuni espressi - ancorché meno chiaramente - e altri impliciti. Alla prima categoria possono ricondursi i diritti "inviolabili" dell'uomo (art. 2) e il principio di unità e "indivisibilità" della Repubblica (art. 5). La forma repubblicana è sottratta non solo all'abolizione (che avverrebbe in caso di restaurazione della monarchia), bensì anche alla revisione. L'art. 139 della Costituzione va letto insieme all'art. 1, che definisce l'Italia una repubblica democratica fondata sul lavoro. L'art. 1 riassume le caratteristiche essenziali della forma repubblicana. Non è solo il nome di repubblica a essere sottratto alla revisione, ma tutto l'insieme dei principi che concorrono a formare la forma repubblicana delineata dall'art. 1.

### I diritti inviolabili
Parte della dottrina ritiene che i diritti inviolabili dell'uomo, menzionati esplicitamente dalla Costituzione, non siano modificabili attraverso il procedimento di revisione costituzionale. In particolare gli articoli immodificabili (almeno in peius) sarebbero l'art. 2 e gli articoli 13-15 concernenti le libertà che la Costituzione stessa definisce nel testo "inviolabili". Considerando tra i diritti inviolabili anche il diritto alla vita e al rispetto della persona umana, anche l'articolo 27 potrebbe considerarsi immodificabile nei suoi principi fondanti (responsabilità penale personale, umanità delle pene, presunzione d'innocenza, rifiuto della pena di morte). Si tratta di diritti definiti inviolabili (art. 2 Cost.), e per questo parte integrante ed essenziale della forma repubblicana.

### Il principio di unità e indivisibilità della Repubblica
Quanto al principio di unità ed indivisibilità della Repubblica, è da dire che esso oppone un ostacolo insormontabile ad ipotesi di secessione, quand'anche consacrate in leggi costituzionali.

### I principi supremi
Tra i limiti impliciti si fanno in genere rientrare i principi supremi dell'ordinamento costituzionale, parzialmente coincidenti con i valori consacrati nei primi 12 articoli della Costituzione (compresi nella rubrica "Principi fondamentali"). La forma repubblicana è sottratta non solo all'abolizione (che avverrebbe in caso di restaurazione della monarchia), bensì anche alla revisione. Per questo, i principi supremi che caratterizzano la forma repubblicana (desumibili in primo luogo dall'art. 1, che definisce l'Italia una repubblica democratica) non possono essere modificati. 
Il limite dei "principi supremi" è stato ripetutamente richiamato dalla Corte Costituzionale (cfr. le sentenze nn. 18 del 1982, 170 del 1984, 1146 del 1988 e 366 del 1993). Nel 2014, con la sentenza n. 238, la Corte costituzionale dichiarò incompatibile con i principi supremi di cui agli artt. 2 e 24 Cost. (diritto alla tutela giurisdizionale e diritti inviolabili dell'uomo) la parte della legge di adesione italiana alla giurisdizione della Corte internazionale di giustizia, da cui discendeva l'emanazione della sentenza che aveva impedito ai giudici italiani di conoscere delle cause di risarcimento dei danni dei cittadini italiani deportati dalle truppe naziste tra il 1943 e il 1945. 
In tale caso la Corte costituzionale italiana colse l'occasione per una ricostruzione organica del concetto di principi supremi, riconducendo a unità la giurisprudenza resa in sede di limiti alla revisione costituzionale e di controlimiti opposti all'applicazione di norme prodotte in ordinamenti esterni.

## Proposte di modifica
Tra il 1993 e 1997 vi sono stati due tentativi revisione costituzionale attraverso procedimenti in deroga dell'art. 138, che si articolavano intorno a due momenti: 
a) l'istituzione di una sede parlamentare ad hoc nella quale mettere a punto una proposta di “riforma organica”;
b) la trasformazione della natura del referendum, che da facoltativo ed oppositivo dovrebbe divenire obbligatorio ed approvativo.
La prima è stata nella XI legislatura, con la proposta di legge costituzionale 1/1993, il cui iter è stato interrotto a causa anticipata conclusione della legislatura; la seconda è stata recata dalla legge costituzionale n. 1/1997 durante il governo D'Alema, il cui iter parlamentare si è nuovamente interrotto a causa della rottura dell'accordo tra maggioranza e opposizione.
Con opposte finalità, nella XV legislatura sono state avanzate alcune proposte di revisione costituzionale dell'articolo 138 sia al Senato della Repubblica, sia alla Camera dei deputati. La proposta di legge Boato (alla Camera) e quella Mancino (al Senato) erano infatti volte ad accentuare il carattere aggravato del procedimento voluto dal costituente, onde evitare che la revisione restasse nella disponibilità della maggioranza vittoriosa nell'ultima elezione. A questo scopo si proponeva di elevare a tre quinti dei componenti delle Camere il quorum previsto della maggioranza assoluta in seconda votazione e di stabilire che non si desse adito a referendum se la legge di revisione costituzionale fosse stata approvata nella seconda votazione da ciascuna Camera a maggioranza dei quattro quinti dei suoi componenti.
Nel 2013 è stata attivata una nuova procedura in deroga, sostenuta dal governo PD-PdL, osteggiata da M5S e SEL, arenatasi anch'essa nel corso dell'anno per sopravvenuti eventi politici e giudiziari (scissione di Forza Italia e formazione di Nuovo Centrodestra, giudizio della Corte costituzionale circa l'incostituzionalità della vigente legge elettorale nota come Porcellum).